# Corticotropin-releasing Hormone
Das Corticotropin-releasing Hormone (CRH) bzw. der Corticotropin Releasing Factor (CRF), auch Corticoliberin genannt, ist ein Polypeptid, das aus 41 Aminosäuren besteht und im Nucleus paraventricularis des Hypothalamus gebildet wird. Von dort gelangt es über Portalgefäße zum Hypophysenvorderlappen, wo es die cAMP-abhängige Proteinkinase A aktiviert. Das wiederum stimuliert vor allem die Ausschüttung von ACTH (Adrenokorticotropes Hormon) und aktiviert den Sympathikus.
Die Ausschüttung von CRH unterliegt einem zirkadianen Rhythmus (morgens stärkere Sekretion als am Abend), Impulsen aus dem limbischen System und der negativen Rückkopplung durch die unter ACTH-Einfluss gebildeten Glucocorticoide.
Die Ausschüttung wird ferner durch IL-1β und TNF stimuliert; die endogene Kortisonausschüttung wird so an ein Entzündungsgeschehen im Körper angepasst.

## Wirkung
Neben der basalen und der stressinduzierten Sekretion von Adrenocorticotropem-Hormon (ACTH) und anderen Proopiomelanocortin- (POMC-) verwandten Peptiden, der endokrinen Funktion und der Kontrolle der hypothalamisch-hypophysären-adrenalen Achse, scheint CRF auch bei vielen anderen zentralen und peripheren Prozessen involviert zu sein. So wird die Beteiligung im kardiovaskulären System, im Entzündungsgeschehen, im Fortpflanzungssystem, in der Schwangerschaft, bei der Thermoregulation, bei der Nahrungsaufnahme und der Psyche vermutet.

## Bildung
CRH wird hauptsächlich im kleinzelligen Anteil des Nucleus paraventricularis des Hypothalamus gebildet. Synthese von CRH findet allerdings auch in anderen ZNS Regionen wie im Hirnstamm und auch anderen peripheren Organen (z. B. Lunge, Nebenniere, Gastrointestinaltrakt) statt.

## Erforschung
Das CRH wurde erstmals 1981 aus Schafshypothalami isoliert und charakterisiert. Das CRF-Peptid ist nicht bei allen Spezies identisch. So existieren in verschiedenen Spezies unterschiedliche CRF-Peptide, die sich in ihrer Sequenz mehr oder weniger vom menschlichen CRF unterscheiden.
Nachdem 1981 der aus 41 Aminosäuren bestehende oCRF (ovine) von Vale et al. aus Schafshypothalami isoliert wurde, folgte bereits 1983 die Sequenzaufklärung von identischem rCRF (rat) und hCRF (human). oCRF unterscheidet sich in sieben der 41 Aminosäuren vom r/hCRF. In der Folgezeit wurden zwei nicht-Säugetier-CRF-Peptide, Sauvagin und Urotensin-I, entdeckt. Sauvagin besteht aus 40 Aminosäuren und wurde aus der Haut des Frosches (Phyllomedusa sauvagei) isoliert. Urotensin-I enthält 41 Aminosäuren und wurde im Nervensystem des Saugerfisches (Catostomus commersoni) gefunden (Grigoriadis et al., 2001). Beide nicht-Säugetier-CRF-Peptide zeigen eine erstaunlich hohe Sequenzhomologie (ca. 50 %) mit hCRF.
Im Jahre 1995 wurde von Joan Vaughan und Mitarbeitern ein dem CRF verwandtes Peptid – das Urocortin – in Säugetierorganismen gefunden.